# 小田敏文
小田 敏文（おだ としふみ、1960年 - ）、別名・小田ビンブン、BINBNは、作曲家、編曲家、キーボーディスト、歌手。

## 略歴
神戸市出身。1983年から作・編曲、ミキシング、シンセサイザーの打ち込みなどを行い、冨田勲に師事しながらアシスタントとして音楽制作の仕事を始め、アーティストのサポート演奏なども始めた。その後、テレビ番組の音楽制作、出演が仕事の中心となる。1988年キューバのイグナシオセルバンテスプロ養成学校でパーカッションの授業を受けながら、キューバ各地の音楽を取材し、帰国後にテレビ番組の音楽制作に復帰した。
ロック、ジャズ、フュージョン、ファンク、ポップス系の演奏を独学で学んだ。所属団体はJASRAC準会員以外になし。

## 主な音楽キャリア

### 現在、参加中のバンド
- 和太鼓ユニット「ZI-PANG」不定期
- 「オルケスタ・カリビアンブリーズ」

### リーダーバンド
- 「TOKIOSON」
  - 1989年結成。1991年CD「東京ラテン宣言」に参加。
  - 1989年、キューバのパーカッショニスト、チャンギートと音源制作（未完）
- 「ラス・ニンジャス」1992年結成。
- ｢A-Salsa｣1994年11月Epic/Sony RecordsよりCD「Rubamtics」でデビュー、現在休止中

### テレビ関連（作・編曲、出演多数）
- NHK 「7時のニュース」テーマ曲
- 日本テレビ放送網
  - 「11PM」にコメンテーターとして出演
  - 「夜も一生けんめい。」出演有り
  - 「24時間テレビ」編曲、音源制作
  - 「マジカル頭脳パワー!!」、マジカル市販本付録8インチCD編曲
  - 「明日のJ」編曲
  - 「泥沼仲裁人」コーナータイトル編曲
  - 「HAPPY Xmas SHOW」　オケ編曲、出演
  - 「メンB」編曲。
  - 「長井×さやかin毒ベガス」オケ
  - 「細木数子の大晦日スペシャル｣
  - 「ミンナのテレビ」編曲。
  - 「歌笑HOTヒット10」編曲。コーナータイトル作曲
  - 「ウタワラ」編曲。
  - 「サルヂエ」クイズ用楽曲作編曲
  - 「どっちの料理ショー」編曲。
  - 「THE夜もヒッパレ」音楽担当、出演
  - 「BS11PM」のテーマなど編曲。
  - 「EXテレビ」のコーナーテーマなど編曲、歌唱。
  - 「THE M」音楽監修、編曲、出演
  - 「ザッツ宴会テイメント」音楽監修、編曲、出演
- TBSテレビ
  - ｢三宅裕司のいかすバンド天国｣コーナー編曲。
  - 「ジャングルTV 〜タモリの法則〜」ハウスバンド（A-Salsa）出演、タイトル曲など作編曲。
- フジテレビジョン
  - 「桃色学園都市」ミュージシャン役で出演。編曲演奏。
  - 「フジYOUNG」タイトル作編曲、歌唱。
  - ｢タモリのボキャブラ天国｣オケ制作。歌の吹き替えも担当
  - 「タモリのスーパーボキャブラ天国」マジカルCD2編曲。
  - 「祝・タモリのボキャブラ天国新春復活スペシャル」オケ制作。
  - 「お笑いの殿堂」編曲。
  - 局宣CM「フジテレビギン」作編曲
  - 局宣CM「お台場チャンネル」作編曲
  - ｢ウチくる!?｣
  - 「あっぱれ!!さんま新教授」編曲。出演。
- テレビ朝日
  - 「M10」出演バンドディレクション
  - 「タモリ倶楽部」のテーマ作編曲
  - 「ツルーライトゾーン」編曲、出演。
  - 「グッドモーニング」編曲、出演。
  - 「8時だJ」編曲。
  - 「神出鬼没!タケシムケン」ネタ曲制作、コント中の演奏で出演。
  - ｢プレイボウヤ倶楽部｣編曲、出演。
- テレビ東京
  - 「出没!アド街ック天国」（現在も不定期に制作中）
  - 「ソングライトSHOW!!」
  - 「最高!ブギウギナイト」スーパーハコバンズのメンバーで出演。編曲、オケ制作。
- 関西テレビ放送
  - 「チャンネルタモリ」作編曲。
  - 「NARIKIRIものまねBEST10」編曲、演奏。

### 作・編曲
- 冨田勲のCD「ドーン・コーラス」プログラム。ドナウ川でのコンサートで一部作編曲。
- 筑波博パビリオン用楽曲
- 冨田勲制作の麒麟麦酒CM「麒麟伝説」
- 小椋佳ミュージカルシリーズ
- アニメ映画「ルパン三世 風魔一族の陰謀」
- 三波春夫CD「さわやかサンバ」

| スタブアイコン | サブスタブ | この項目は、まだ閲覧者の調べものの参照としては役立たない、音楽関係者（バンド等）に関連した書きかけの項目です。この項目を加筆・訂正などしてくださる協力者を求めています（P:音楽/PJ:芸能人）。 |